# Juan Vázquez
Juan Vázquez (23 gennaio 1991) è un pallavolista portoricano, opposto dei Gigantes de Carolina.

## Carriera

### Club
La carriera di Juan Vázquez inizia nella stagione 2010, quando debutta nella Liga de Voleibol Superior Masculino coi Plataneros de Corozal: resta legato alla franchigia per tre annate e mezza, finché nel corso del campionato 2013-14 passa agli Indios de Mayagüez, dove gioca anche il campionato successivo.
Nella stagione 2015 approda ai Mets de Guaynabo coi quali vince per la prima volta lo scudetto, ricevendo anche i premi di MVP delle finali e rising star del torneo; nella stagione seguente gioca invece per i Changos de Naranjito, venendo nuovamente inserito nel sestetto delle stelle del torneo; al termine degli impegni in patria firma con la formazione libica dell'Asswehly per il campionato africano per club 2017. 
Nel campionato 2017 ritorna ai Changos de Naranjito per un triennio: dopo la cancellazione del campionato portoricano del 2020, torna in campo dalla stagione 2021, sempre con la franchigia di Naranjito, con cui si aggiudica uno scudetto.
Poco dopo l'inizio della Liga de Voleibol Superior Masculino 2024 lascia i Changos de Naranjito, trasferendosi ai Gigantes de Carolina. 

## Palmarès

### Club
- Campionato portoricano: 2

2015, 2021

### Premi individuali
- 2013 - Liga de Voleibol Superior Masculino: Rising star
- 2015 - Liga de Voleibol Superior Masculino: MVP delle finali
- 2015 - Liga de Voleibol Superior Masculino: Rising star
- 2017 - Liga de Voleibol Superior Masculino: All-Star Team